# Ван Абу Бакар Ван Абас
Ван Абу́ Бака́р Ван Аба́с (малайск. Wan Abu Bakar Wan Abas; род. 11 мая 1951, Сегамат, Джохор) — малайзийский учёный, писатель, основатель и руководитель виртуального литературного объединения E-Sastera. Публикуется под псевдонимом Ирван Абу Бакар.

## Краткая биография
В 1974 году окончил Стратклайдский университет (Шотландия), там же в 1978 году защитил докторскую диссертацию. В 1978—2007 гг. преподаватель инженерного факультета Университета Малайя, с 2007 г. — профессор. Первый малайзийский учёный, который стал специализироваться в области прикладной биомеханики и, в частности, механики живых тканей. В 1997 г. разработал курс лекций по биомедицинской инженерии. Написал ряд научных книг, в том числе «Механика динамических систем» (2001). Трижды занимал пост декана инженерного факультета. С 1990 г. — член Сената университета.

## Литературное творчество
Первое стихотворение опубликовано в 1997 г. .  Печатается в журналах и газетах. В 2003 г. вышла его поэтическая антология «Семелар»., а в 2014 г. в Джакарте сборник "Ночной первопроходец". Стихи публикуются также в совместных с другими поэтами сборниках: «Миссия» (1996), «Земля в цвету» (1998), «Клятва верности родному языку» (1999), «Бурление» (2003). Первый рассказ опубликован в 2003 г.

## Основание виртуального литературного сообщества
В 2002 г. основал и возглавил виртуальное сообщество «Поэт», которое позднее было преобразовано в журнал E-Sastera. С 2004 г. отдельные произведения журнала E-Sastera стали публиковаться в созданном им же бумажном журнале «Бест». E-Sastera в настоящее время объединяет 20 сообществ в различных жанрах литературы (поэзия, юмор, рассказ, повесть, пантун, хайку и т. п.). С 2003 г. E-sastera ежегодно присуждает премии за лучшие работы, опубликованные в журнале. Виртуальные произведения публикуются также под его редакцией в виде книг («Апас», «Юмористические стихи» — 2003; написанная коллективно повесть «Общежитие: второе дыхание» — 2004). В 2015 г. с его помощью создан "Дом литературы АСЕАН" (Rumah Sastra ASEAN) в Бантене (Индонезия).

## Переводы на русский язык
- Ирван Абу Бакар. Я тоскую по тебе, милая; Лиловая Роза. — Покорять вышину. Стихи поэтов Малайзии и Индонезии в переводах Виктора Погадаева. М.: «Ключ-С», 2009, с. 52-53. ISBN 978-5-93136-089-8
- Ирван Абу Бакар. Малайская кровь. — Малайская кровь. Рассказы. Составление, перевод с малайского и индонезийского и предисловие Виктора Погадаева. М.: «Ключ-С», 2011, с. 29-35. ISBN 978-5-93136-150-5
- (сост.) Гости вечерней зари (Tetamu Senja). Антология малайской виртуальной поэзии. В переводах Виктора Погадаева. Составитель Ирван Абу Бакар. Редактор Е.С. Кукушкина. Оформление художника Мисбаха Тамрина. Москва: Ключ-С, 2018. 140 с. ISBN 978-5-6040535-2-2

## Награды
- Главная литературная премия Малайзии (2004-2005)
- Литературная премия Джохора (2007-2008)
- Премия Нумера (2017)